# Tracing Back Roots
Tracing Back Roots è il terzo album in studio del gruppo musicale statunitense We Came as Romans, pubblicato nel 2013.

## Tracce
1. Tracing Back Roots – 3:39
2. Fade Away – 3:45
3. I Survive (featuring Aaron Gillespie) – 4:09
4. Ghosts – 3:27
5. Present, Future, and Past – 3:27
6. Never Let Me Go – 3:37
7. Hope – 4:08
8. Tell Me Now – 3:16
9. A Moment – 3:49
10. I Am Free – 3:33
11. Through the Darkest Dark and Brightest Bright – 3:44

- Tracce Bonus - Ed. Target

1. One Face – 3:11
2. Recklessness – 3:08

## Formazione
- David Stephens – voce
- Kyle Pavone – voce, tastiera, piano, sintetizzatore
- Joshua Moore – chitarra, cori
- Lou Cotton – chitarra
- Andy Glass – basso, cori
- Eric Choi – batteria

## Classifiche
| Classifica (2013) | Posizione raggiunta |
| ----------------- | ------------------- |
| Stati Uniti       | 8                   |